# Кардона, Мигель
Мигель Анхель Кардона (англ. Miguel Angel Cardona; род. 11 июля 1975) — американский педагог, который с 2019 года занимал должность уполномоченного по вопросам образования Коннектикута. Президент Джо Байден назначил Кардону министром образования в своём кабинете. Его подтвердили голосованием 64-33 1 марта 2021 года.
Кардона родился в Меридене, штат Коннектикут, и начал свою карьеру учителем четвёртого класса в начальной школе Israel Putnam в Меридене. В 2003 году в возрасте 27 лет он был назначен директором Ганноверской школы, также в Меридене, что сделало его самым молодым директором в штате.
В августе 2019 года губернатор Нед Ламонт назначил Кардону комиссаром по вопросам образования; Кардона — первый латиноамериканец, назначенный на эту должность.